# Armadillosuchus arrudai
Armadillosuchus arrudai („pásovcovitý krokodýl“) je druh vyhynulého krokodylomorfa z podřádu Notosuchia.

## Popis
Tento druh je znám z objevů fosilií svrchnokřídového stáří na území údolí Bauru v dnešní Brazílii. Typový druh A. arrudai byl popsán paleontology Marinhem a Carvaljem v roce 2009. Tento pravěký plaz vykazoval četné podobnosti se savci, především pak pásovcem (odtud i jeho název - "armadillo" je anglicky pásovec). Je pravděpodobné, že šlo o suchozemského tvora s možnými adaptacemi k hrabání do půdy.